# 칼 칸
칼 칸(러시아어: Кал-хан, 1547년에 사망)은 7번째 히바 칸국의 칸이자 1541년부터 1547년까지 화레즘과 히바 지역을 통치한 칸이다.

## 집권
칼 칸은 아미넥 칸의 자식이자 우즈베크 칸국의 야자르 칸의 후손이었다. 그는 1538년부터 1540년까지 일시적으로 화레즘이 점령당하다가, 부하라 칸국의 우바이둘라흐 칸이 사망한 이후 부하라 칸국을 물리치고 화레즘을 통치했다. 아랍샤히드 왕조는 부하라 칸국으로 이동했다 히바 칸국으로 다시 돌아왔다. 그는 1547년까지 집권했다.
1547년 칼 칸이 사망한 이후 아가타이 칸이 화레즘의 통치자가 되었다.

## 참고 문헌
- (러시아어) Гулямов Я.Г., История орошения Хорезма с древнейших времен до наших дней. Ташкент. 1957
- (러시아어) История Узбекистана. Т.3. Т.,1993.
- (러시아어) История Узбекистана в источниках. Составитель Б.В. Лунин. Ташкент, 1990
- (러시아어) История Хорезма. Под редакцией И.М.Муминова. Ташкент, 1976

| 전임 아바네쉬 칸 | 제7대 히바 칸국의 칸 1541년 ~ 1547년 | 후임 아가타이 칸 |